# Giuseppe Spalazzi
Giuseppe Spalazzi (Agazzano, Reino de Italia; 17 de marzo de 1943 - Chiavari, Italia; 17 de julio de 2025) fue un futbolista italiano que jugó en la posición de guardameta.

## Equipos
| Periodo   | Club                 |
| --------- | -------------------- |
| 1960-1963 | Piacenza Calcio 1919 |
| 1963-1968 | Bologna FC           |
| 1968-1972 | SSC Bari             |
| 1972-1974 | Genoa CFC            |
| 1974-1975 | Palermo FC           |

## Logros
- Serie B (1): 1972/73